# Краснодар I
Краснодар I (рос. Краснодар I; Краснодар-Первый; Краснодар-Главный) — вузлова залізнична станція Краснодарського регіону Північно-Кавказької залізниці. Розташована в місті Краснодарі, адміністративному центрі Краснодарського краю. На території станції розміщений головний залізничний вокзал міста.

## Історія
Датою відкриття залізничного вокзалу станції Краснодар I вважається 1889 рік. Під час Другої світової війни він був повністю зруйнований. Після звільнення від німецько-фашистських загарбників, влада міста зайнялися його відновленням. Але пошкодження були занадто серйозними і було прийнято рішення зводити вокзал за новим проєктом Олексія Душкіна в стилі соцреалізму. 21 травня 1952 року відбулося урочисте відкриття нового вокзалу.

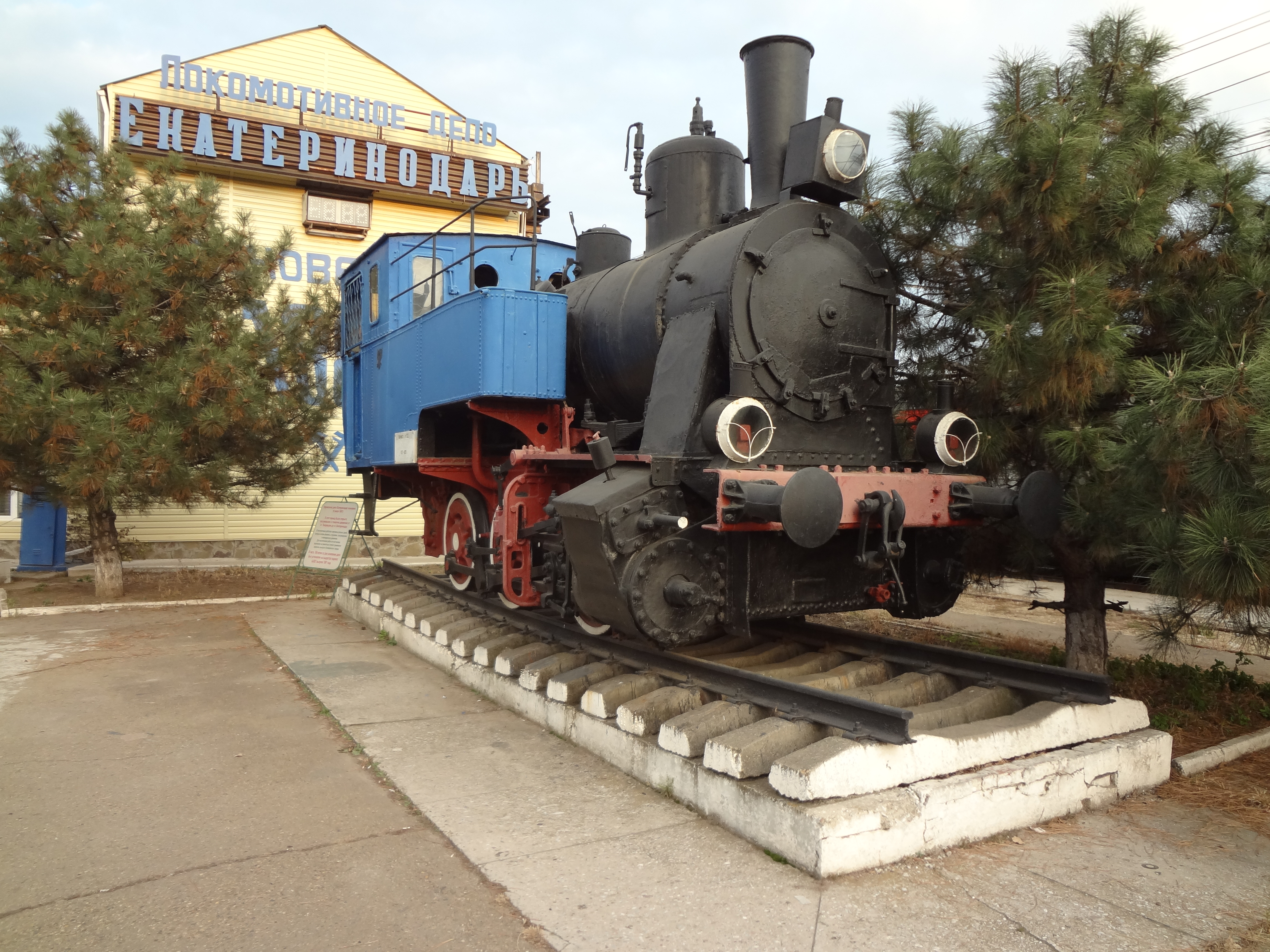
Паровоз-пам'ятник Ь-2021 (перший паровоз Катеринодарської залізниці)

Ансамбль вокзалу станції Краснодар I є пам'яткою архітектури з категорією охорони «Р», до якого входять: Привокзальна площа південна сторона; при в'їзді на площу; залізничний вокзал (1952 року побудови), міжміський автовокзал (1950-х років побудови); управління Краснодарського відділення Північно-Кавказької залізниці (з 1950-х рр.). Номер рішення про взяття залізничного вокзалу станції Краснодар І під державну охорону: від 10 жовтня 1995 року № 14-р та від 23 листопада 1998 року № 48-п 313-КЗ. Цікавим фактом є годинник на будівлі вокзалу, який знизу здається зовсім невеликим, але насправді він діаметром 2,02 м. Його змонтував відомий годинниковий майстер Пушкарьов, і зроблений він був в майстернях Московського механічного інституту. 
У 2000-х роках будівлю вокзалу реконструйовано. До будівлі вокзалу було надбудовано два триповерхових крила для збільшення місткості з 700 до 2 000 пасажирів і тепер є не тільки основним залізничним вокзалом міста Краснодара, але і всієї Північно-Кавказької залізниці, яка була утворена у 1918 році після націоналізації приватних залізниць, Армавір-Туапсинської залізниці і Владикавказької залізниці.

## Пасажирське сполучення
З Краснодара пасажирськими потягами можна дістатися до багатьох регіонів Росії, а також до Білорусі, Абхазії та Криму.
Практично всі пасажирські потяги далекого прямування, які прямують з регіонів на Чорноморське узбережжя Краснодарського краю, проїжджають через залізничний вокзал пасажирської станції Краснодар I.

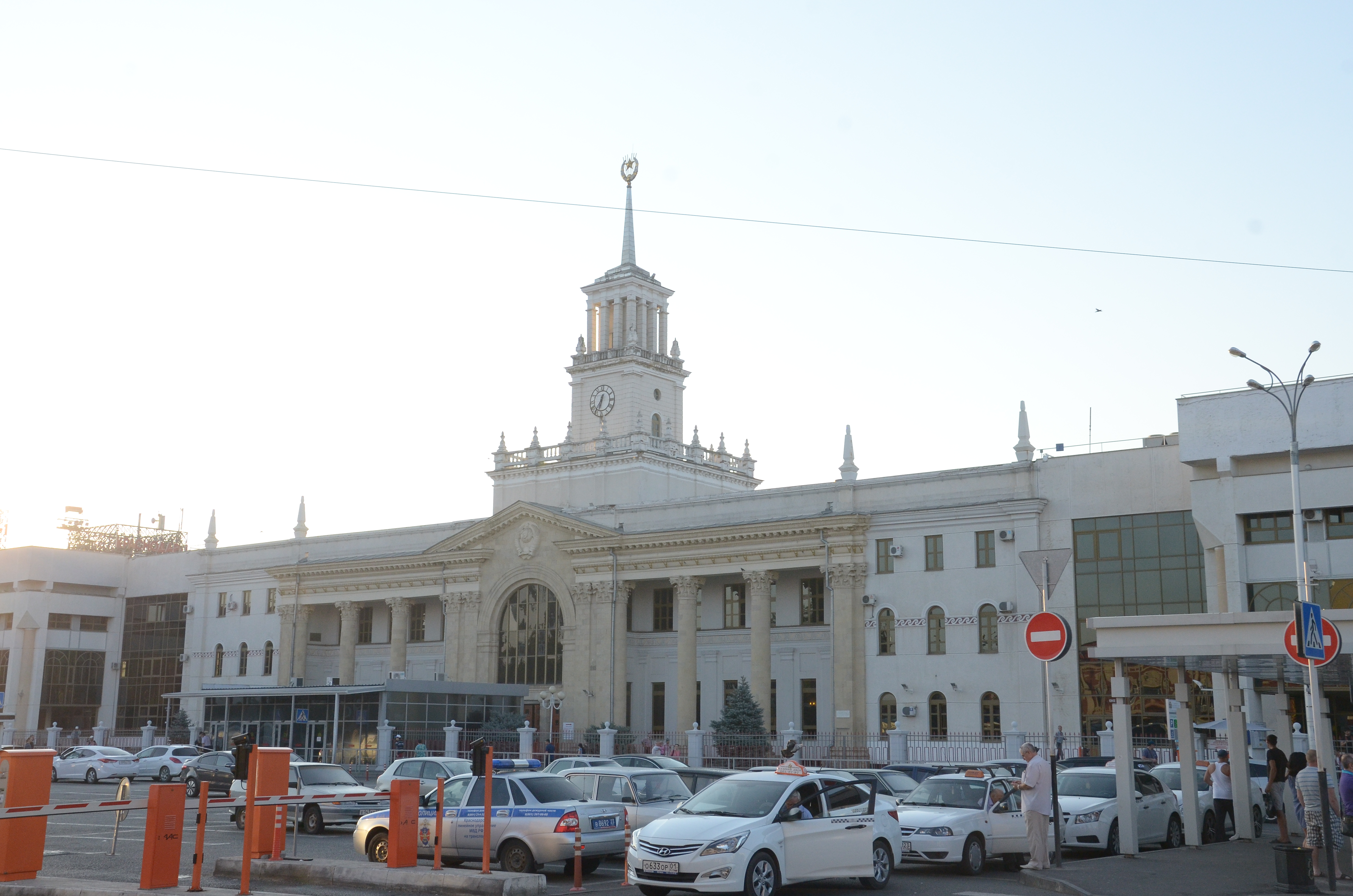
Привокзальна площа
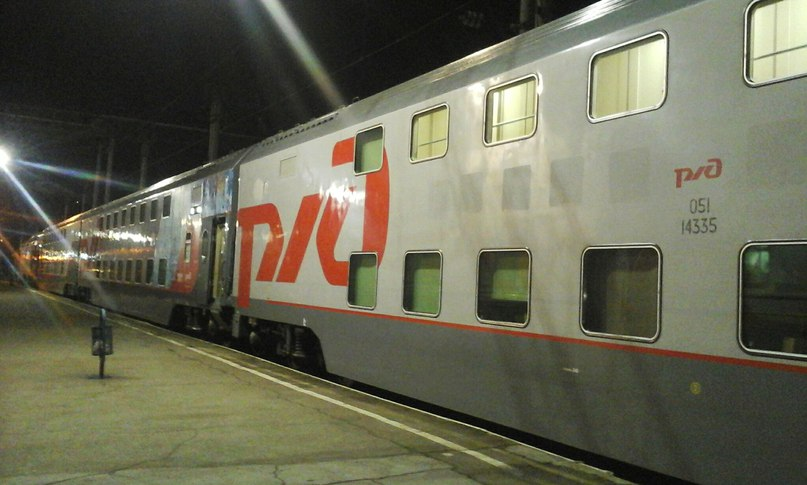
Двоповерховий потяг сполученням Адлер — Москва на 5-й колії
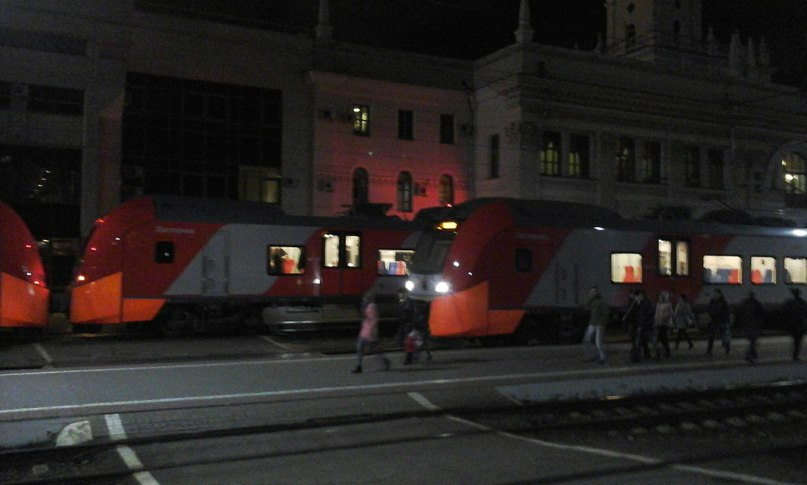
Електропотяги «Ластівка» з Адлера (на 1-й колії) і Ростова (на 2-й колії)

Платформи для подачі пасажирських поїздів:
- № 1 (перон вокзалу) — 1 колія;
- № 2 — 2 і 3 колії;
- № 3 — 4 і 5 колії;
- № 4 — 7 і 8 колії (не використовується для подачі пасажирських потягів, постійно зайнята вантажними потягами).

Прискорені електропотяги «Ластівка» зі станції Краснодар І курсують до Ростов-на-Дону, Новоросійська, Адлера та  Мінеральних Вод (Ставропольський край).

## Транспортне сполучення
До вокзалу станції Краснодар І курсують:
- автобусні маршрути № 2Е, 20, 45;
- тролейбусні маршрути № 2, 4, 6, 7, 8, 20, 31;
- трамвайні маршрути № 11, 15.

Поруч із залізничним вокзалом розташований міжміський автовокзал «Краснодар-1».

## Галерея

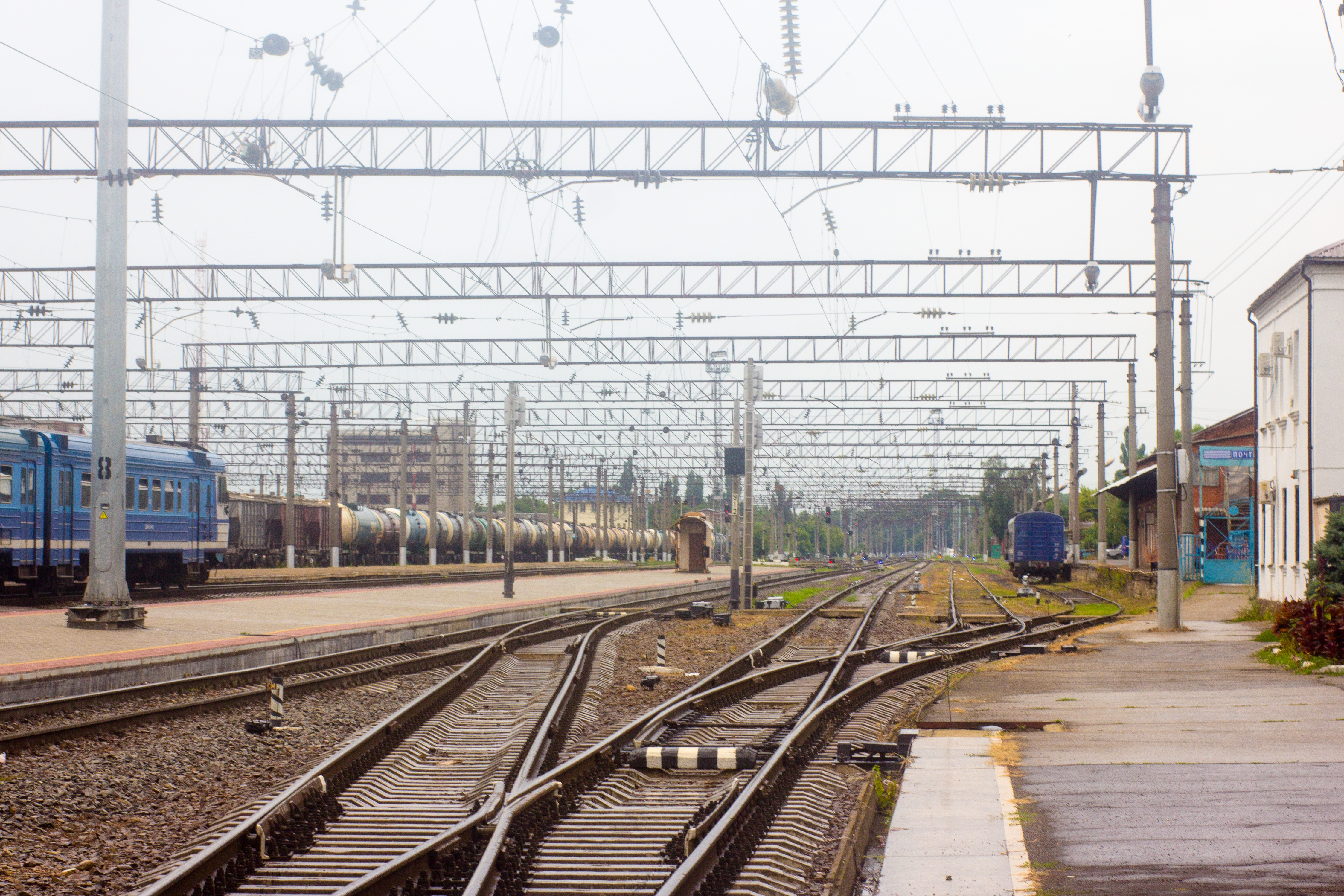
Панорама станції
- Прибуття потягів на станцію
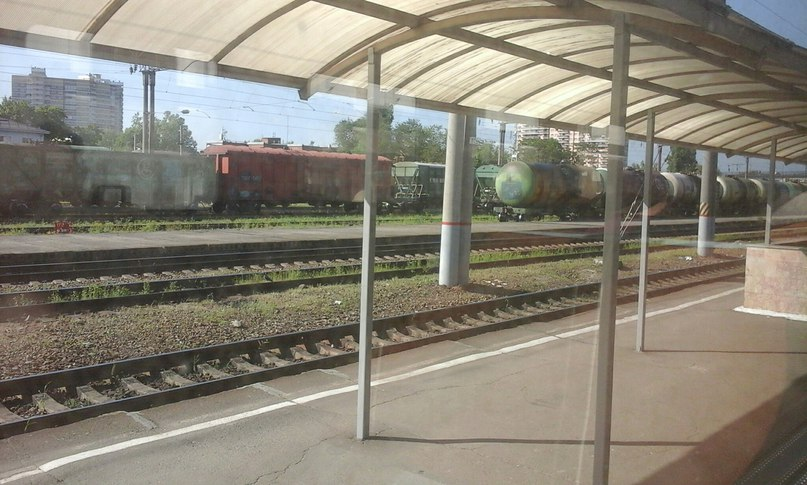
Платформи № 3 і № 4
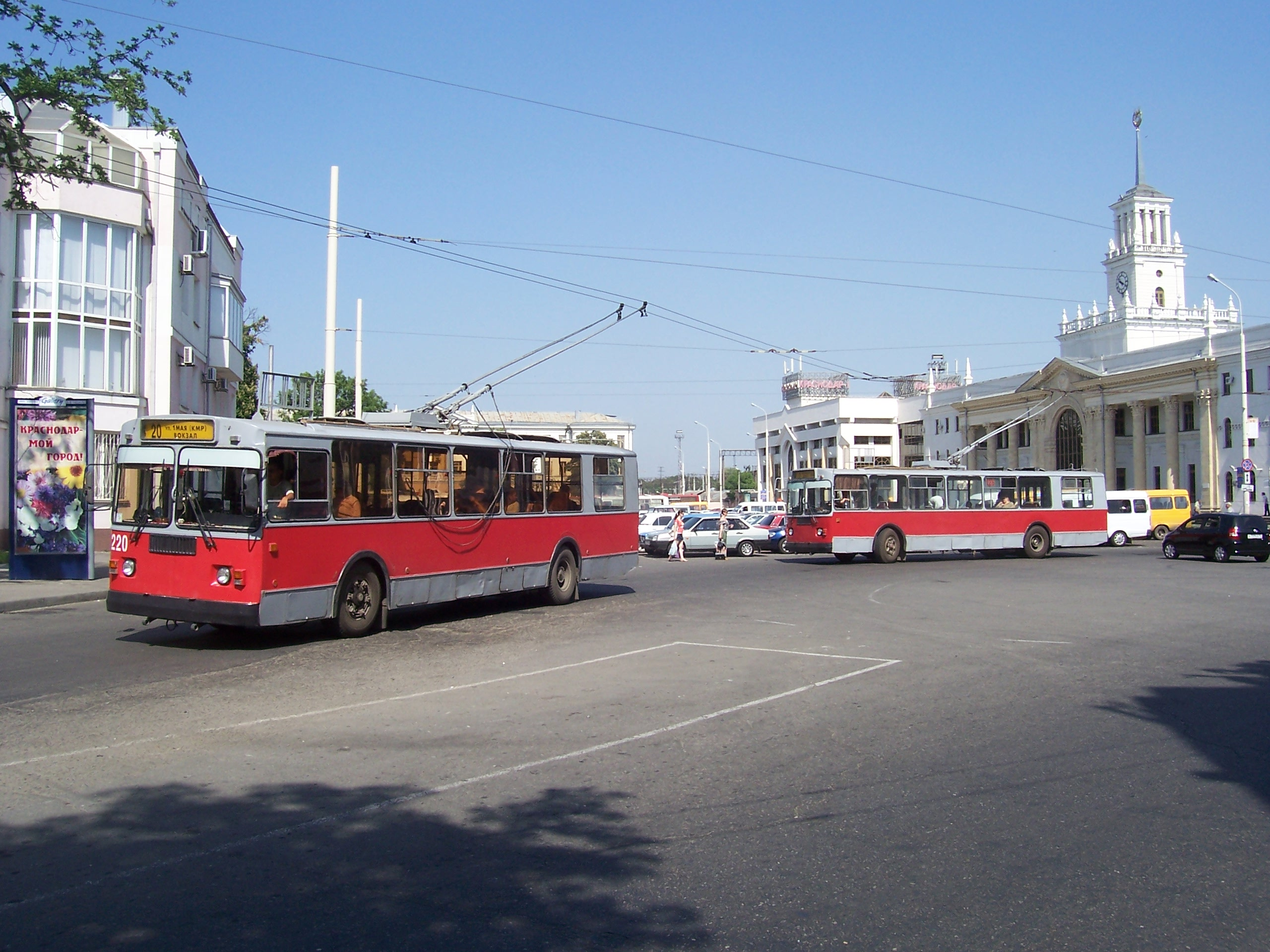
Привокзальна площа